# Discografia di Isac Elliot
La discografia di Isac Elliot, cantante finlandese, è costituita da cinque album in studio, un EP, oltre quaranta singoli, un album video e oltre dieci video musicali.

## Album in studio
| Anno                                                         | Titolo | Classifiche | Classifiche | Certificazioni |
| Anno                                                         | Titolo | FIN         | NOR         | Certificazioni |
| ------------------------------------------------------------ | --- | ----------- | ----------- | -------------- |
| 2013                                                         | Wake Up World - Pubblicato: 24 maggio 2013 - Etichetta: Sony Entertainment Finland - Formato: CD, download digitale       | 1           | 4           | - FIN: Oro     |
| 2014                                                         | Follow Me - Pubblicato: 7 novembre 2014 - Etichetta: Sony Entertainment Finland - Formato: CD, download digitale          | 6           | 10          |                |
| 2017                                                         | Faith - Pubblicato: 26 dicembre 2017 - Etichetta: Sony Entertainment Finland - Formato: CD, download digitale, streaming  | 20          | —           |                |
| 2023                                                         | Kävi miten kävi - Pubblicato: 1º giugno 2023 - Etichetta: Def Jam Finland - Formato: Download digitale, streaming         | 1           | —           |                |
| 2025                                                         | Vanhasta uuteen - Pubblicato: 28 marzo 2025 - Etichetta: Warner Finland, Babyface - Formato: Download digitale, streaming | 1           | —           |                |
| "—" indica una pubblicazione non classificata in quel paese. | |             |             |                |

## Extended play
| Anno | Titolo | Classifiche |
| Anno | Titolo | NOR         |
| ---- | --- | ----------- |
| 2016 | A Little More - Pubblicato: 8 luglio 2016 - Etichetta: Sony Entertainment Finland - Formato: CD, download digitale, streaming | 20          |

## Singoli

### Come artista principale
| Anno                                                         | Titolo                                               | Classifiche | Classifiche | Certificazioni            | Album di provenienza |
| Anno                                                         | Titolo                                               | FIN         | NOR         | Certificazioni            | Album di provenienza |
| ------------------------------------------------------------ | ---------------------------------------------------- | ----------- | ----------- | ------------------------- | -------------------- |
| 2013                                                         | New Way Home                                         | 1           | 14          | - FIN: Oro - NOR: Platino | Wake Up World        |
| 2013                                                         | First Class                                          | —           | —           |                           | Wake Up World        |
| 2013                                                         | Dream Big                                            | —           | —           |                           | Wake Up World        |
| 2014                                                         | Baby I                                               | —           | —           |                           | Follow Me            |
| 2014                                                         | Tired of Missing You                                 | —           | —           |                           | Follow Me            |
| 2014                                                         | Just Can't Let Her Go                                | —           | —           |                           | Follow Me            |
| 2015                                                         | Save a Girl                                          | —           | —           |                           | /                    |
| 2015                                                         | Lipstick (feat. Tyga)                                | 19          | —           |                           | Faith                |
| 2015                                                         | No One Else                                          | —           | —           |                           | Faith                |
| 2016                                                         | Worth Something                                      | —           | —           |                           | Faith                |
| 2016                                                         | What About Me                                        | —           | —           |                           | Faith                |
| 2017                                                         | Mikael Gabriel x Isac Elliot (con Mikael Gabriel)    | —           | —           |                           | /                    |
| 2017                                                         | She                                                  | —           | —           |                           | Faith                |
| 2017                                                         | Ayo                                                  | —           | —           |                           | Faith                |
| 2017                                                         | Maailman laidalla (con Mikael Gabriel)               | 2           | —           |                           | /                    |
| 2017                                                         | Eyes Shut                                            | —           | —           |                           | Faith                |
| 2017                                                         | I Wrote a Song for You                               | —           | —           |                           | Faith                |
| 2017                                                         | Mouth to Mouth                                       | —           | —           |                           | Faith                |
| 2018                                                         | Rich & Famous (con SJUR)                             | —           | —           |                           | /                    |
| 2019                                                         | Soldi (con Mahmood)                                  | —           | —           |                           | /                    |
| 2019                                                         | Waiting Game                                         | 8           | —           |                           | /                    |
| 2019                                                         | Somebody Else                                        | —           | —           |                           | /                    |
| 2020                                                         | Weekend                                              | —           | —           |                           | /                    |
| 2020                                                         | Ghost                                                | —           | —           |                           | /                    |
| 2021                                                         | Waving at Cars                                       | —           | —           |                           | /                    |
| 2021                                                         | Roommates                                            | —           | —           |                           | /                    |
| 2021                                                         | TMI                                                  | —           | —           |                           | /                    |
| 2022                                                         | 20min (feat. William & Cledos)                       | 1           | —           |                           | Kävi miten kävi      |
| 2022                                                         | Makso mitä makso (feat. Sexmane)                     | 1           | —           |                           | Kävi miten kävi      |
| 2022                                                         | Lowkey (feat. 1.Cuz)                                 | 8           | —           |                           | Kävi miten kävi      |
| 2023                                                         | Kaks (feat. Ibe)                                     | 4           | —           |                           | Kävi miten kävi      |
| 2023                                                         | Riidellään (feat. Sanni)                             | 7           | —           |                           | Kävi miten kävi      |
| 2023                                                         | Kompastun (feat. Costi)                              | 5           | —           |                           | Kävi miten kävi      |
| 2023                                                         | Missaat mut (con William)                            | 7           | —           |                           | /                    |
| 2023                                                         | Sua ei oo                                            | 5           | —           |                           | /                    |
| 2024                                                         | Emily                                                | 8           | —           |                           | /                    |
| 2024                                                         | Weak (feat. Cledos, William, Jore & Zpoppa & Willem) | 5           | —           |                           | /                    |
| 2024                                                         | Italia (feat. Averagekidluke & MDS)                  | 4           | —           |                           | Vanhasta uuteen      |
| 2024                                                         | Stadi (Alicia) (con Olga)                            | 3           | —           |                           | /                    |
| 2024                                                         | Otan kii (feat. Miriam Bryant)                       | 3           | —           |                           | Vanhasta uuteen      |
| 2024                                                         | Anteeks (con William)                                | 2           | —           |                           | /                    |
| 2025                                                         | Ehkä se siitä                                        | 4           | —           |                           | Vanhasta uuteen      |
| 2025                                                         | Oma vika                                             | 1           | —           |                           | /                    |
| 2025                                                         | Ms. Bad (con Kerza)                                  | 2           | —           |                           | /                    |
| 2025                                                         | Sata enkelii                                         | 1           | —           |                           | /                    |
| "—" indica una pubblicazione non classificata in quel paese. |                                                      |             |             |                           |                      |

### Come artista ospite
| Anno                                                         | Titolo                                           | Classifiche | Classifiche | Classifiche | Certificazioni                    | Album di provenienza |
| Anno                                                         | Titolo                                           | FIN         | NOR         | SWE         | Certificazioni                    | Album di provenienza |
| ------------------------------------------------------------ | ------------------------------------------------ | ----------- | ----------- | ----------- | --------------------------------- | -------------------- |
| 2016                                                         | Beast (Tungevaag & Raaban feat. Isac Elliot)     | 5           | 7           | 31          | - NOR: Platino (2) - SWE: Platino | Faith                |
| 2018                                                         | Throw Popcorn (Samuel Daayata feat. Isac Elliot) | —           | —           | —           |                                   | /                    |
| 2023                                                         | Kuka se on (Cledos feat. Isac Elliot)            | 3           | —           | —           |                                   | Euro musik           |
| "—" indica una pubblicazione non classificata in quel paese. |                                                  |             |             |             |                                   |                      |

## Altri brani entrati in classifica
| Anno | Titolo                                | Classifiche | Album di provenienza         |
| Anno | Titolo                                | FIN         | Album di provenienza         |
| ---- | ------------------------------------- | ----------- | ---------------------------- |
| 2017 | Liikaa sussa kii (con Mikael Gabriel) | 1           | Mikael Gabriel x Isac Elliot |
| 2017 | Rullaan (con Mikael Gabriel)          | 17          | Mikael Gabriel x Isac Elliot |
| 2017 | Ring ring ring (con Mikael Gabriel)   | 7           | Mikael Gabriel x Isac Elliot |
| 2023 | Kävi miten kävi                       | 34          | Kävi miten kävi              |
| 2023 | Vielki hereillä (feat. JVG)           | 9           | Kävi miten kävi              |
| 2023 | Skaala                                | 35          | Kävi miten kävi              |
| 2024 | Sun luokse (Ahti feat. Isac Elliot)   | 2           | Ahti                         |
| 2025 | Vanhasta uuteen                       | 3           | Vanhasta uuteen              |
| 2025 | City Girl                             | 20          | Vanhasta uuteen              |
| 2025 | Kipinä                                | 24          | Vanhasta uuteen              |
| 2025 | Laskunjakaja                          | 35          | Vanhasta uuteen              |
| 2025 | Rakastat nimee                        | 43          | Vanhasta uuteen              |
| 2025 | Viimesii viedään                      | 44          | Vanhasta uuteen              |
| 2025 | Kuka himas odottaa                    | 46          | Vanhasta uuteen              |

## Videografia

### Album video
| Anno | Titolo                                                                                                  | Classifiche |
| Anno | Titolo                                                                                                  | SWE         |
| ---- | --- | ----------- |
| 2014 | Dream Big: The Movie - Pubblicato: 7 maggio 2014 - Etichetta: Sony Entertainment Finland - Formato: DVD | 1           |

### Video musicali
| Anno | Titolo                   | Regista       |
| ---- | ------------------------ | ------------- |
| 2013 | New Way Home             | Sami Joensuu  |
| 2013 | First Kiss               | —             |
| 2013 | My Favorite Girl         | Noah Lionnell |
| 2013 | Dream Big                | Sami Joensuu  |
| 2014 | Are You Gonne Be My Girl | Sami Joensuu  |
| 2014 | Baby I                   | Josh Forbes   |
| 2014 | Tired of Missing You     | Sami Joensuu  |
| 2014 | Just Can't Let Her Go    | Noah Lionnell |
| 2015 | Parachute                | —             |
| 2015 | Save a Girl              | —             |
| 2015 | Lipstick                 | —             |